# Компињано (Перуђа)
Компињано је насеље у Италији у округу Перуђа, региону Умбрија.
Према процени из 2011. у насељу је живело 175 становника. Насеље се налази на надморској висини од 252 м.